# Michael Bennett (Boxer)
Michael Bennett (* 26. März 1971 in Chicago) ist ein ehemaliger US-amerikanischer Boxer. Er ist nicht zu verwechseln mit Michael Bentt, der in der gleichen Klasse boxte.

## Amateur
1999 wurde Bennett nach einer Finalniederlage gegen Malik Scott bei den US-amerikanischen Meisterschaften Zweiter im Schwergewicht (bis 91 kg), beim Golden-Gloves-Turnier verlor er allerdings vorzeitig gegen DaVarryl Williamson. Im selben Jahr gewann er dann unter glücklichen Umständen den Schwergewichtstitel bei den Amateurweltmeisterschaften in Houston. Nach Siegen über den Niederländer Patrick Mesters und den Usbeken Serik Umirbekow erreichte er das Halbfinale. Dort traf er auf Steffen Kretschmann, der nach der zweiten Runde ihres Kampfes verletzungsbedingt aufgeben musste. Im Endkampf wäre der Kubaner Félix Savón sein Gegner gewesen, da dieser jedoch wegen vermeintlicher Benachteiligungen der kubanischen Mannschaft das Finale boykottierte, wurde Bennett kampflos Weltmeister.
Im Jahr 2000 wurde er mit einem Sieg über Jason Estrada US-amerikanischer Meister, außerdem konnte er sich für die Teilnahme an den Olympischen Spielen in Sydney qualifizieren. Dort schlug Bennett zwar den Polen Wojciech Bartnik, traf dann im Viertelfinale aber auf Savón und unterlag 8-23 (RSCO-3).

## Profi
2001 wurde er Profi im Cruisergewicht, blieb aber trotz hoher Schlagkraft erfolglos, da er nur schlechte Nehmerfähigkeiten besaß.
Nach vier K.-o.-Niederlagen in 14 Kämpfen beendete er schon 2003 seine Laufbahn.